# Distichopathes filix
Distichopathes filix är en korallart som först beskrevs av Pourtalès 1867.  Distichopathes filix ingår i släktet Distichopathes och familjen Aphanipathidae. Inga underarter finns listade i Catalogue of Life.